# Рійстафель

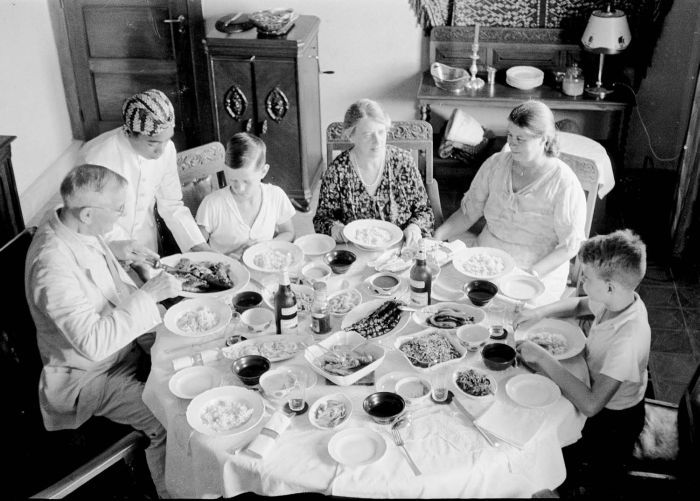
Голландська родина за рійстафелем у колоніальній Індонезії.1936 рік

Рійста́фель, інколи рейста́фель або ряйста́фель (нід. rijsttafel, дослівно — «рисовий стіл») — комплексний обід, традиційний для індонезійської кухні колоніального періоду. Передбачає одночасну подачу великої кількості страв, які зазвичай розставляються навколо великої порції рису, що займає середину столу.
Практика рійстафелю склалася в епоху Нідерландського панування в Індонезія в середовищі колоніалізму і узгоджує елементи різних етнічних кухонь. Вона набула досить широкого поширення в самих Нідерландах, а також в інших колоніях Нідерландів, де збереглася і в постколоніальний період. У сучасній Індонезії рійстафель значною популярністю не користується.

## Походження та особливості

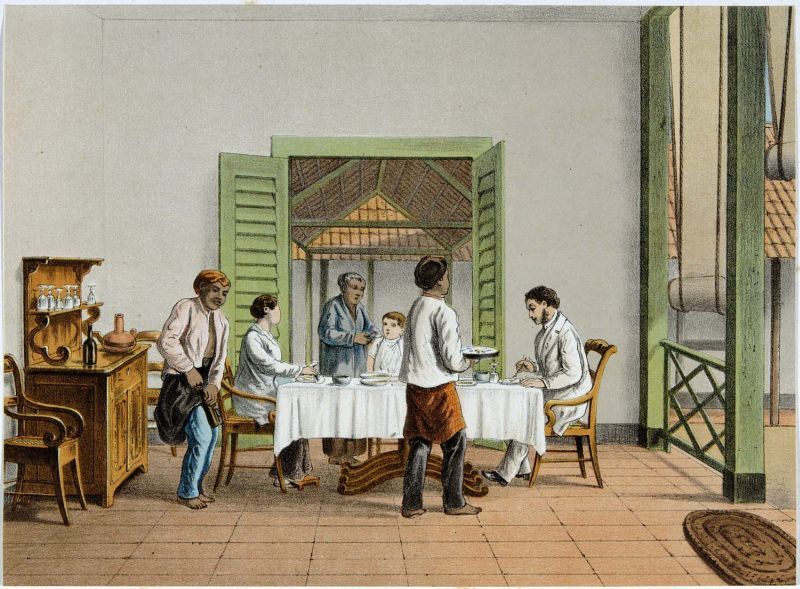
Рійстафель. Нідерландська літографія 1880-их років

Практика рійстафелю склалася на території сучасної Індонезії і тісно пов'язана з індонезійською кухнею, проте вона не є власне індонезійською кулінарною традицією. Подібний звичай подачі страв був узвичаєний голландцями, що колонізували територію цієї країни в XVI–XX століттях.
Відповідна подача їжі поширилася в середовищі колонізаторів, очевидно, не раніше середини XIX століття після того, як ними були досить добре освоєні західні й центральні райони острів Суматра, населені народністю мінангкабау. Саме національній кухні мінангкабау, більш відомій як паданзька кухня, належить традиція одночасного сервірування всіх призначених для трапези страв, яка була взята за зразок нідерландськими колонізаторами як основа для рійстафелю. Безпосередніми прототипами рійстафелю послужили святкові паданзькі трапези, що передбачають сервірування безлічі різноманітних частувань навколо великої порції рису: насі-паданг та насі-капау.
При цьому рійстафель від початку істотно відрізнявся від традиційної паданзької трапези — насамперед тим, що в ньому подаються страви не лише паданзької, а й багатьох інших регіональних кухонь Індонезії. У класичному рійстафелі більша частина страв зазвичай відноситься до яванської кухні, що обумовлено центральною роллю Яви в рамках Нідерландської Ост-Індії — саме на цьому густонаселеному острові знаходився адміністративний центр колонії Батавія (майбутня столиця Індонезії Джакарта) і проживало більшість нідерландських колонізаторів. Особливо поширеними компонентами рійстафелю були в той період і до цього дня залишаються такі яванські спеціалісти, як мініатюрні шашлички сате, семур — м'ясо або інші продукти, тушковані в соєвому соусі, овочева суміш гадо-гадо, креветкові чипси крупук та люмпія — яванський варіант яєчного рулету.

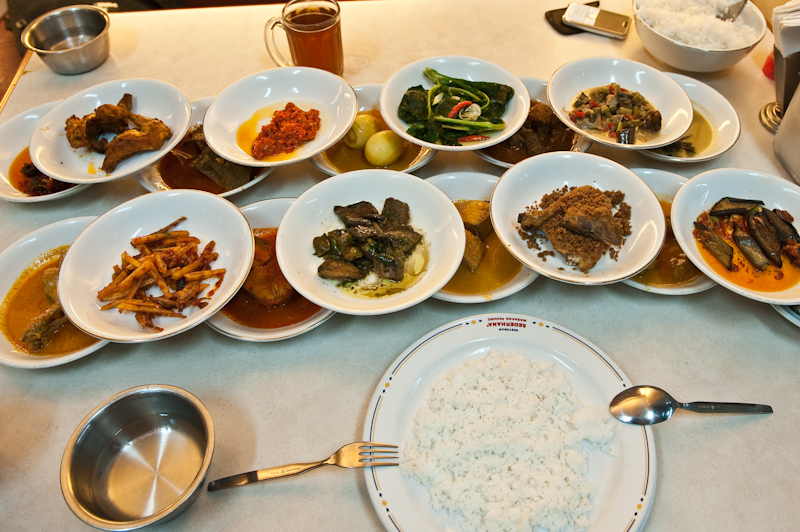
Традиційна подача страв по-паданзьки, що послужила зразком для рійстафелю

З інших регіональних кулінарних спеціалістів у рійстафелі нерідко присутні палембангські пемпекі та мінахаська рича-рича. Також у класичний варіант подібного комплексного обіду зазвичай входять страви кухні перенаканів — особливої етнічної групи індонезійських китайців, що значною мірою асимілювалася з корінним місцевим населенням. Перенаканську кухню зазвичай представляють страви зі свинини, не властиві кухням більшості корінних народів Індонезії, які сповідують іслам — зокрема, тієї ж паданзької кухні. Крім того, цілком характерні для рійстафелю і страви, перейняті з європейських кухонь, наприклад, перкедел — биточки з різних видів фаршу, індонезійський варіант європейських фрикадельок, а також смажена скибочками картопля.
Невід'ємним елементом трапези є варений рис: звідси і походить голландська назва рійстафель — рисовий стіл. Подача рису також відображає еклектичний характер рійстафелю: він зазвичай подається у великому блюді, що встановлюється в центрі столу — на зразок паданзької кухні, проте при цьому найчастіше буває сформований як яванський тумпенг, тобто у вигляді щільної конічної пірамідки. Іноді рис подається на манір — накладається в тарілки кожного з тих, хто сидить за столом.
Крім того, рійстафель відрізняється від традиційної трапези будь-якого індонезійського народу значно більшим достатком і різноманіттям страв. Рійстафель, що накривався для забезпеченої сім'ї нідерландських колонізаторів, цілком міг включати кілька десятків страв. Є відомості і про рійстафелі, асортимент яких наближався до двох сотень кулінарних найменувань — настільки масштабні бенкети, зрозуміло, не були прийняті на повсякденній основі і вимагали особливого матеріального достатку і великого штату тубільної прислуги.

## Розповсюдження
До кінця нідерландського панування в Індонезії рійстафель міцно увійшов до чисельного голландського населення колонії, а також певних кіл національної індонезійської еліти, що тісно контактували з колонізаторами і переймала багато з їх побутових норм та звичаїв. Він став найважливішим елементом особливої кухні, що склалася в цьому середовищі, яка поєднувала як індонезійські, так і європейські елементи. Ця кухня, що називалася серед голландців «ост-індською» або «індійською» (ост-індські володіння нерідко називалися голландцями просто «Індією»), набула значного поширення в самих Нідерландах і збереглася там навіть після набуття Індонезією незалежності. До того ж, разом з багатьма іншими традиціями ост-індської кухні рійстафель був внесений в інші нідерландські колонії, зокрема, Суринам і ряд островів Вест Індії.
У сучасних Нідерландах рійстафель залишається однією з відмінних рис ост-індської кухні. Така подача страв широко практикується в численних індонезійських ресторанах цієї країни, а також у деяких сім'ях, що зберігають колоніальні традиції, у тому числі мають змішане голландсько-індонезійське походження. У ресторанній практиці подача рійстафелю розрахована, як правило, на кількох відвідувачів. Іноді вона зазнає певних змін порівняно з історичною нормою: традиційні страви сервіруються не безпосередньо за обіднім столом, а осторонь, на кшталт шведського столу, з якого пригощаються учасники трапези.

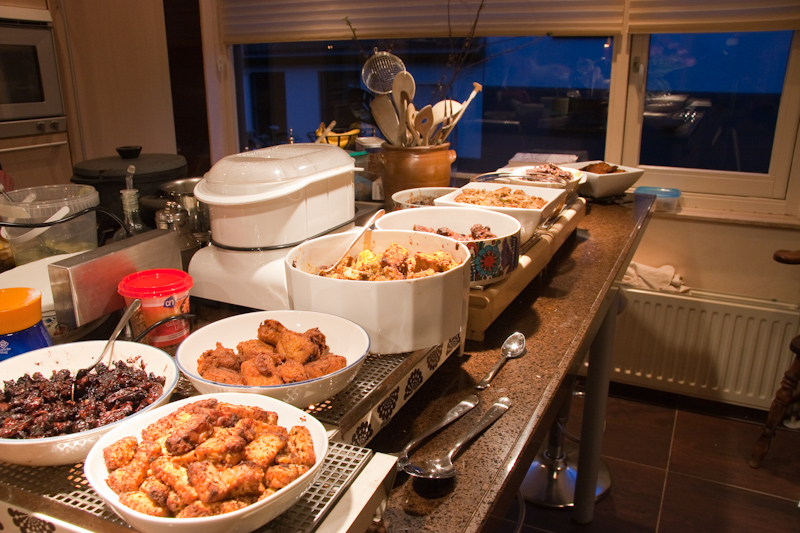
Рійстафель, сервірований по типу шведського столу. Роттердам

Зберігається традиція рійстафелю, хоча й меншою мірою, у колишніх та нинішніх колоніальних володіннях Нідерландів. Крім того, завдяки своїй популярності в Нідерландах рійстафель набув деякого поширення і в інших країнах — переважно в ресторанній кухні. Примітно, що часто він сприймається як споконвічна традиція індонезійської кухні.
Що стосується сучасної Індонезії, то практика сервірування рійстафелю не дуже поширена. Це пов'язано як із соціально-економічними обставинами, що роблять настільки рясні та різноманітні частування недоступними для більшості мешканців країни, так і з історичним фактором: в очах багатьох індонезійців рійстафель є колоніальним пережитком. В результаті практика такої подачі страв обмежена в основному ресторанами національної кухні досить високого рівня, орієнтованих значною мірою на західних туристів. Крім того, рійстафель є в меню міжнародних рейсів індонезійської державної авіакомпанії «Гаруда Індонезія» як опція для пасажирів бізнес-класу.